# Clamor Heinrich Abel
Clamor Heinrich Abel (Hünnefeld, 1634 - Bremen, 25 juni 1696) was een Duitse barokcomponist. Hij bespeelde het orgel en de viola da gamba.

## Levensloop
Clamor werd in 1634 geboren als zoon van Ernst Abel (1610-1680), een musicus die carrière maakte als klavecinist te Hannover, Celle en Bremen. De familie Abel of Abell was actief in Midden- en Noord-Duitsland en leverde meerdere musici af, vooral gambisten, violisten en componisten.
Van 1662 tot 1664 diende Clamor Heinrich Abel als musicus in Celle. Hierna had hij tot 1685 een aanstelling aan het hof te Hannover als organist en gambist, waar hij onder andere werkte onder kapelmeester Antonio Sartorio. Na zijn diensttijd in Hannover is Abel mogelijk weer teruggekeerd naar Celle.
In 1694 kreeg Abel werk als stadsmusicus in Bremen.
Zijn oudste zoon Johann Christoph werd hovenier, terwijl jongste zoon Christian Ferdinand Abel (1683-1761) een loopbaan als gambist en violist kreeg. Ook Christians zonen Carl Friedrich Abel (1723-1787) en Leopold August Abel (1718-1794) waren werkzaam in de muziek.

## Werken
Abel schreef een verzameling suites, genaamd Erstlinge musikalischer Blumen. De in totaal 59 composities bestaan uit allemandes, courantes, sarabanden, sonatines, een sonate en preludes. Abel gaf de composities uit in Frankfurt, in drie gedeeltes in de jaren 1674, 1676 en 1677. De eerste twee delen waren bedoeld voor vier instrumenten met basso continuo, het derde deel voor een bezetting van viool, viola da gamba en basso continuo.
De composities in het eerste deel zijn relatief lang, maar bestaan dikwijls uit herhalingen. In het tweede deel wist Abel zich beter in te houden, hetgeen de muzikaliteit en afwisseling ten goede kwam. Compositie 51 heet Sonata Battaglia, met duidelijk waarneembare geluiden die duiden op een veldslag. 
In 1687 bracht Abel in Braunschweig nog de bundel Drey Opera Musica uit. Deze is echter geheel verloren gegaan.